# Stephen Saunders
Stephen Saunders (* 26. Juli 1947 in Farnborough; † 8. Juni 2000 in Athen) war ein Brigadier der British Army. Als Brigadier war er Militärattaché in Griechenland. Saunders wurde von der Terrororganisation 17. November am 8. Juni 2000 um 8 Uhr morgens in Athen in seinem Auto beschossen. Er erlag noch am selben Tag in einem Athener Krankenhaus seinen Verletzungen.